# 文塔 (立陶宛)
文塔是立陶宛的城市，位於該國北部的文塔河畔，毗鄰與拉脫維亞接壤的邊境，由希奧利艾縣負責管轄，始建於1966年，海拔高度84米，2010年人口2,867。

## 外部連結
- High school official website
- Listen to Ventukai samples
- Delfi.lt article about NML final